# Banco de Investimento Global
Banco de Investimento Global, S.A. (BiG) é um banco privado português.
Constituído em março de 1998, é uma instituição registada no Banco de Portugal e na CMVM e tem como mercado alvo diversos segmentos de clientes, incluindo empresas, institucionais e particulares.